# کوه بلک (آلاسکا)
کوه بلک (به انگلیسی: Black Mountain) یک کوه در ایالات متحده آمریکا است که در پارک و منطقه حفاظت شده ملی خلیج گلیشر واقع شده‌است. کوه بلک ۱٬۷۹۵٫۶ متر بالاتر از سطح دریا واقع شده‌است.